# Umkomaas
Umkomaas is een plaats in de Zuid-Afrikaanse provincie KwaZoeloe-Natal. Umkomaas telt ongeveer 2700 inwoners.
Voor de kust ligt Aliwal Shoal (Aliwalbank). Het dorp is dan ook een populaire bestemming voor duikers en zeevissers.

## Subplaatsen
Het nationaal instituut voor de statistiek, Stats SA, deelt sinds de census 2011 deze hoofdplaats in in 3 zogenaamde subplaatsen (sub place):
Saiccor • Umkomaas SP • Widenham.